# Ryazanaviatrans
Ryazanaviatrans (Russisch: Рязанскийавиатранс) is een Russische luchtvaartmaatschappij met haar thuisbasis in Rjazan.

## Geschiedenis
Ryazanaviatrans is opgericht in 1995 onder de naam Ryazan Air Enterprise als opvolger van Aeroflots Ryazan divisie.
De huidige naam wordt vanaf 1997 gebruikt.

## Vloot
De Vloot van Ryazanaviatrans bestaat uit:(nov.2006)
- 2 Antonov AN-24RV